# شرم (فیلم ۱۳۷۰)
شرم فیلمی به کارگردانی و نویسندگی کیومرث پوراحمد ساختهٔ سال ۱۳۷۰ است. این فیلم بر اساس داستانی از مجموعه قصه‌های مجید، نوشته هوشنگ مرادی کرمانی ساخته شده است.

خلاصه داستان

مجيد يك فيلم هشت ميلیمتري مي سازد كه صحنه هايی از آن تاريك است. مجيد برای تكرار آن صحنه‌ها به نگاتيو با حساسيت زياد و در نتيجه مقداری پول نياز دارد. او با كار عملگی پولی مهيا ميكند، اما قبل از خريد نگاتيو يكي از آشنايان او به نام آقای كيوان كاری به او مي سپارد، كه مجيد در رو دربایستی پولش را از دست ميدهد. مجيد براي باز پس گرفتن پولش از آقای كيوان با شرم و حيا به هر دری ميزند، اما بازی ذهنی او راه به جايی نميبرد. پايان اين بازی قرينه اول آن است: صحنه از فيلم برداری فيلم « شرم » به كارگردانی كيومرث پوراحمد.

## بازیگران
- مهدی باقربیگی در نقش مجید
- جهانبخش سلطانی در نقش کیوان
- پروین دخت یزدانیان در نقش بی‌بی
- علیمراد کیوانداریان در نقش علیمراد
- حسین پوراحمد در نقش بنا
- زهره طائی در نقش همسر کیوان
- سارا سلطانی در نقش دختر کیوان
- علی برقی در نقش دوست کیوان
- محمد بطلانی در نقش طلافروش
- حمید بطلانی در نقش طلافروش
- عطا یزدانی در نقش قالی فروش
- زهره سلطانی
- مهدی طالبی
- علیرضا علیمحمدی
- اسماعیل خوشحال
- رسول رییسی
- علیرضا صفایی مقدم
- مهناز برقی
- شهلا برقی
- معصومه کاریون
- حسین پیرثانی
- حسین رضوان
- کیومرث پوراحمد
- بهروز خلجی